# Sealyham Terrier
Pour les articles homonymes, voir Sealyham.
Le Sealyham Terrier est une race canine originaire du pays de Galles et appartenant au groupe des terriers.

## Aspect général
Dans son ensemble, il possède un  corps plus long que haut et non carré. Dégagé dans son mouvement, actif et bien proportionné, il possède beaucoup de substance dans un petit volume.
Le corps est de longueur moyenne et souple, le dos horizontal, la poitrine large et haute, bien descendue entre les antérieurs et les côtes bien cintrées.
La hauteur au garrot ne doit pas dépasser 31 cm (12 pouces). Le poids idéal se situe à approximativement 9 kg (20 livres), pour les mâles et à approximativement 8,2 kg (18 livres) pour les femelles.
La conformation générale, l’équilibre des formes, le type et la substance sont des critères essentiels.

## Comportement et caractère
Vigoureux, plein d’allant et apte au travail, il est vif et intrépide mais de nature amicale.
Les chiots Sealyham sont ordinairement très actifs. Avec l'âge, le Sealyham tend à devenir plus paresseux et fait preuve d'un tempérament égal et d'un comportement très détendu. De ce fait, il est nécessaire de surveiller leur poids en gérant leur régime et en leur imposant un peu d'exercice, au minimum une promenade quotidienne.

## Tête
Le crâne est légèrement en dôme et large entre les oreilles. La truffe est noire. Le museau est caractérisé par une redoutable mâchoire carrée, puissante et longue.
Les dents sont bien rangées et fortes ; les canines s’adaptent bien les unes avec les autres. Elles sont longues par rapport à la taille du chien. Les mâchoires sont fortes et présentent un
articulé en ciseaux régulier, c’est-à-dire que les incisives supérieures recouvrent les inférieures dans un contact étroit et sont implantées bien d’équerre par rapport aux mâchoires.
Concernant les joues, les arcades zygomatiques ne sont pas proéminentes.
Les yeux sont foncés, bien disposés, ronds, de dimensions moyennes. On préfère le bord des paupières foncé, bien pigmenté, mais le bord des paupières non pigmenté est toléré.
Les oreilles doivent être de grandeur moyenne, légèrement arrondies aux extrémités, et portées sur le côté des joues.
Le cou doit être de bonne longueur, épais et musclé, s’insérant dans des épaules bien obliques.

## Queue
Auparavant la coutume était d’écourter la queue.
Queue coupée : De longueur moyenne. Épaisse ; l’extrémité est arrondie. Attachée au niveau de la ligne du dessus et portée droite. Les fesses doivent être en saillie par rapport au point
d’attache de la queue.
Queue non coupée : La queue est de longueur moyenne pour participer à l’équilibre des formes. Épaisse à la base, elle s’amenuise vers l’extrémité. L’idéal est la queue portée droite mais elle ne doit pas se recourber de manière excessive sur le dos. Elle ne doit ni s’enrouler ni se tordre en spire. Les fesses doivent être en saillie par rapport au point d’attache de la queue.

## Membres
Les membres antérieurs sont courts, forts et aussi droits que possible, autant que cela est compatible avec une poitrine bien descendue. La pointe de l’épaule est alignée avec la pointe du coude, ce dernier bien au corps. Les postérieurs sont particulièrement puissants pour un chien de cette taille, les cuisses bien descendues et musclées, le grasset bien angulé, le jarret fort, bien coudé, les métatarses parallèles. Les pieds sont ronds, pieds de chat munis de coussinets épais, dirigés droit devant.
En mouvement, les allures sont vives et énergiques, avec beaucoup d’impulsion.

## Robe
Le poil de couverture est long, dur (fil de fer). Le sous-poil est résistant aux intempéries, de couleur uniformément blanche ou avec des marques citron, marron, bleues ou blaireau sur la tête et les oreilles. La présence de nombreuses mouchetures noires est un défaut.

## Toilettage
Le poil du Sealyham doit être toiletté par "stripping", de manière à éviter qu'il ne devienne trop doux.

## Historique

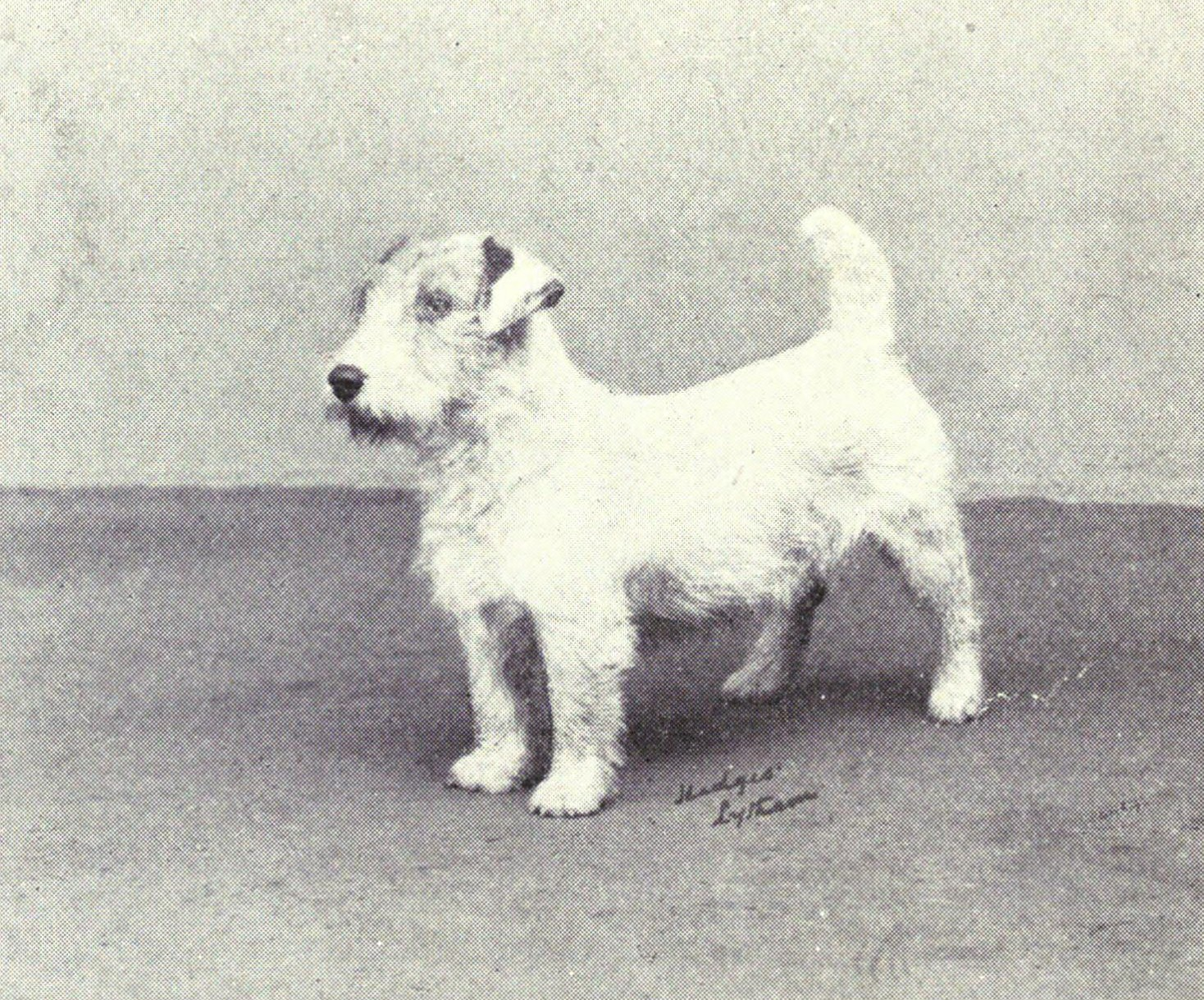
Un Sealyham Terrier photographié en 1915.

Le Sealyham Terrier derives tire son nom de Sealyham, Haverfordwest (pays de Galles), où se trouvait le domaine du Capitaine John Edwardes, qui sélectionnait une variété de chien reconnue pour ses prédispositions à la chasse du petit gibier. Il croisait des Dandie Dinmont Terriers avec des Terriers anglais blancs (variété désormais disparue), des Fox Terriers, des West Highland White Terriers ou des Corgis et testait ensuite les qualités de chasseurs des chiens issus de ces croisements, éliminant les sujets qui ne lui convenaient pas.
Le Sealyham devint un chien à la mode à Hollywood. Alfred Hitchcock, Jean Harlow, Cary Grant et Elizabeth Taylor en possédaient un, ainsi que la Princesse Margaret. La race était très répandue en Angleterre, mais sa popularité déclina avec l'interdiction de la chasse au blaireau. Le Sealyham est ainsi devenu un chien de compagnie et son utilisation à la chasse est maintenant anecdotique.
Le premier Club du Sealyham Terrier a été créé en 1908 et la race officiellement reconnue en 1910. Le Sealyham Terrier est maintenant reconnu par les principales sociétés canines. Autrefois un des terriers les plus populaires et la race canine la plus connue du pays de Galles, le Sealyham est aujourd'hui listé par le Kennel Club comme une des races autochtones les plus menacées.
Un Sealyham Terrier, Champion Efbe's Hidalgo At Goodspice, a remporté le titre de Best In Show au concours canin Crufts en 2009.

## Quelques Sealyham Terriers célèbres
- Efbe's Hidalgo At Goodspice (Charmin) a été Champion du monde (Best in Show) à l'Exposition canine mondiale de la Fédération cynologique internationale en 2008, à Stockholm, en Suède. Charmin a également remporté le titre de Best of Show en 2007 au AKC/Eukanuba National Championship ainsi que le titre Best in Show en 2009 à Crufts. Charmin a également été utilisé pour de nombreuses campagnes publicitaires.
- Jennie, la chienne de l'auteur de littérature enfantine Maurice Sendak, est représentée dans son livre Turlututu, chapeau pointu ! ou La vie c'est sûrement autre chose (Sendak a utilisé des Sealyhams dans de nombreux ouvrages, en particulier dans  Max et les maximonstres). Dans l'adaptation cinématographique de Turlututu, chapeau pointu ! ou La vie c'est sûrement autre chose (2010), Meryl Streep prête sa voix à Jennie[3]
- Au début du film Les Oiseaux, Alfred Hitchcock, dans une de ses apparitions furtives, est aperçu en train de sortir d'une boutique avec ses deux  Sealyham Terriers - Geoffrey et Stanley - tandis que Tippi Hedren y entre. Hitchcock possédait un troisième Sealyham nommé Mr Jenkins.
- À la fin du film Les Infiltrés, quand Matt Damon sort de l'ascenseur, un Sealyham Terrier fait une courte apparition, tenue en laisse par une vieille dame qui pénètre dans l'ascenseur.

## Voir également
- Welsh Terrier
- Welsh Corgi